# John Randall
John Randall, FRSE (23 de março de 1905 — 16 de junho de 1984) foi um cientista britânico, conhecido por conceber melhorias ao magnétron, um componente essencial do radar que tornou-se um instrumento crucial para a vitória dos Aliados na Segunda Guerra Mundial e também dos atuais fornos a microondas. Também é famoso pelo trabalho no campo da biologia por ter sido diretor da equipe do King's College de Londres que descobriu a estrutura de dupla-hélice do DNA.